# Action Comics
Action Comics este o revistă de benzi desenate americană, cunoscută pentru introducerea personajului Superman, unul dintre primii supereroi. Editura a purtat, inițial, numele de Detective Comics Inc., care a fuzionat ulterior cu National Comics Publications (mai târziu National Periodical Publications), înainte de a căpăta numele actual de DC Comics. Primul volum a cuprins numerele din 1938 până în 2011, fiind una dintre cele mai longevive reviste de benzi desenate cu apariții consecutive. Cel de-al doilea volum al Action Comics a fost editat între 2011 și 2016. Action Comics a revenit la numerotarea originală începând cu numărul 957 (august 2016).

## Publicații

### Epoca de Aur
Jerry Siegel și Joe Shuster și-au văzut creația, Superman (cunoscut și drept Kal-El, inițial Kal-L), lansată în Action Comics #1 pe 18 aprilie 1938 (coperta datată iunie), un eveniment care a dat startul Epocii de Aur a benzilor desenate. Siegel și Shuster au încercat ani de zile să găsească un editor pentru seria lor, Superman - concepută la bază ca o bandă desenată de ziar. Superman a fost imaginat ca un debil chel care își folosea abilitățile telepatice pentru a face ravagii în rândul omenirii. Ideea originală a apărut în revista pentru amatori Science Fiction.
Inițial, Action Comics a fost un titlu antologic, care conținea numeroase alte povești pe lângă cea a lui Superman. Zatara, un magician, a fost unul dintre celelalte personaje care a avut propriile sale povești în primele numere. A existat și eroul Tex Thompson, care a devenit în cele din urmă Mr. America, și, mai târziu, Americommando. Vigilante s-a bucurat de o lungă perioadă în această serie. Uneori au fost incluse povești de natură mai umoristică, cum ar fi cele ale lui Hayfoot Henry, un polițist care vorbea în rime. Seria a introdus mai multe personaje și teme care aveau să devină elemente fundamentale ale mitului Superman. Lois Lane și-a făcut debutul în primul număr, alături de Superman. Un „băiat de birou” fără nume, cu papion, își face o scurtă apariție în povestea „Superman's Phony Manager”, publicată în Action Comics #6 (noiembrie 1938), despre care mai multe surse de referință susțin că ar fi prima apariție a lui Jimmy Olsen.

### Epoca de Argint
Sub conducerea editorului Mort Weisinger, titlul Action Comics a cunoscut o nouă extindere a mitologiei lui Superman. Scenaristul Jerry Coleman și Wayne Boring au creat Fortăreața Singurătății în numărul 241 (iunie 1958), iar Otto Binder și Al Plastino au debutat cu răufăcătorul Brainiac în numărul din luna următoare.
Treptat, dimensiunea numerelor a fost redusă. Editorul a fost reticent în a crește prețul de copertă de la 10 cenți, și a redus numărul de povestiri. Pentru o vreme, Congo Bill și Tommy Tomorrow au fost cei doi protagoniști, pe lângă Superman. Scenaristul Robert Bernstein și artistul Howard Sherman au reînnoit rubrica secundară „Congo Bill” în numărul 248 (ianuarie 1959), într-o poveste în care personajul a dobândit abilitatea de a face schimb de corpuri cu o gorilă, iar banda sa a fost redenumită „Congorilla”. Introducerea lui Supergirl de către Otto Binder și Al Plastino a avut loc în numărul 252 (mai 1959).

### Epoca de Bronz
Mort Weisinger s-a retras de la DC în 1970, iar ultima sa contribuție la Action Comics a fost numărul 392 (septembrie 1970). Murray Boltinoff a devenit editorul titlului până la numărul 418. Metamorpho a fost personajul secundar în numerele 413-418, după care a avut o scurtă apariție ca rezervă în World's Finest Comics. Julius Schwartz a devenit editorul seriei începând cu numărul #419 (decembrie 1972), care a introdus și segmentul Human Target, de Len Wein și Carmine Infantino. Săgeata Verde și Canarul Negru au devenit o rubrică secundară în nr. 421, și au continuat până la nr. 458, inițial prin rotație cu Human Target și Atom. Între numerele 423 (aprilie 1973) și 424 (iunie 1973), seria a sărit în față cu o lună din cauza deciziei DC de a schimba datele de copertă ale liniei sale editoriale.

### Epoca modernă
În urma evenimentelor din „Crisis on Infinite Earths”, scriitorul/artistul John Byrne a relansat franciza Superman în seria limitată The Man of Steel din 1986. Action Comics a devenit un titlu de team-up odată cu numărul 584 (ianuarie 1987), cu Superman și Tinerii Titani. Alți coechipieri din această perioadă au fost: Hawkman și Hawkwoman, Green Lantern Corps, Superboy, Big Barda, Booster Gold, Martian Manhunter, Spectre, Lois Lane și Lana Lang, și Wonder Woman. Primul Action Comics Annual a fost publicat în 1987 și l-a prezentat pe Superman făcând echipă cu Batman într-o poveste scrisă de Byrne și desenată de Arthur Adams. Un volum DC Comics Bonus Book a fost inclus în numărul 599 (aprilie 1988).
În perioada 24 mai 1988 - 14 martie 1989, frecvența de publicare a fost schimbată la săptămânal, titlul s-a schimbat în Action Comics Weekly, iar seria a devenit o antologie.
Experimentul Action Comics Weekly a durat doar până la începutul lunii martie 1989, și, după o scurtă pauză, numărul 643 (iulie 1989) a readus titlul pe un program lunar. Scriitorul/artistul George Pérez a preluat titlul, și i s-a alăturat scenaristul Roger Stern în luna următoare. În calitate de scenarist al seriei, Stern a contribuit la povești precum „Panic in the Sky” și „The Death of Superman”. El a creat personajul Eradicator în Action Comics Annual #2, și mai târziu a încorporat personajul în episodul „Reign of the Supermen”, care a început în The Adventures of Superman #500. Eradicator a preluat apoi Action Comics ca „ultimul fiu al planetei Krypton” în numărul #687 (iunie 1993).
Stern a scris povestea din 1991 în care Clark Kent i-a dezvăluit, în sfârșit, identitatea sa de Superman lui Lois Lane.